# Delias dohertyi
Delias dohertyi är en fjärilsart som beskrevs av Charles Oberthür 1894. Delias dohertyi ingår i släktet Delias och familjen vitfjärilar. Inga underarter finns listade i Catalogue of Life.